# Никола-Жак Конте
Вижте пояснителната страница за други личности с името Конте.
Никола-Жак Конте (на френски: Nicolas-Jacques Conté) е френски химик, художник и изобретател. Конте е считан за един от откривателите на молива, като патентова през 1895 г. своята конструкция и технология за молив. Този тип молив е наречен на негово име. През 1792 г. предлага да се извършват наблюдения на бойното поле на противника с помощта на привързани към земята балони. След това той става директор на института по аеростатика и началник на аероновтите при армията. Откривател е на вид хидравлична преса и помага съществено при похода на Наполеон I в Египет.
При експерименти с газове и лакове се стига до експлозия, при която губи лявото си око. Когато през 1804 г. умира жена му, губи желанието си за създаване на нови изобретения.
Конте изобретява модерния молив по препоръка на Лазар Карно. По това време Френската република е под икономическа блокада и не може да внася от Англия графит. Карно предлага на Конте да създаде молив, чийто производство да не зависи от вноса на този материал. След няколко дни на опити, Конте стига до идеята да смеси прах от графит с глина и да го пресова между две дървени полуцилиндрични парчета. Така се оформя конструкцията на модерния молив. Получава патента за това и започва неговото производство.
Моливът „Конте“ в наши дни са група материали за рисуване, произвеждани под формата на моливи и тебешири. По плътност отстъпват на графита, но са по-твърди от пастелните бои. С тях се рисува на специална хартия.
- Производство на балони. Акварели от Никола-Жак Конте.
- Découpage des toiles pour composer des fuseaux (1/5)
- Assemblage des fuseaux (2/5)
- Préparation du vernis (3/5)
- Étalage du vernis et vérification des joints (4/5)
- Aérostat au campement sous sa tente de protection (5/5)